# S'Olivera
S'Olivera es un barrio de Palma de Mallorca, Baleares, España.
El barrio está delimitado por Campo Redondo, Buenos Aires, Plaza de Toros, Son Oliva, Amanecer y La Indiotería.
Contaba, a 2007, con una población de 2.718 habitantes.
- Datos: Q6459433